# نادي أيكس
نادي أيكس بروفينس الرياضي (بالفرنسية: Association Sportive Aixoise)‏ نادي كرة قدم فرنسي يلعب في دوري الدرجة السادسة . تم تأسيس النادي في سنة 1941 .